# Proiecție cartografică

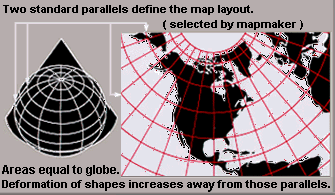
O proiecție cartografică de tipul Albers reprezintă corect suprafețele, dar distorsionează formele.

Proiecția cartografică este un procedeu folosit în cartografie cu ajutorul căruia se reprezintă suprafața curbă, tridimensională a Pământului sau a unei alte planete pe o suprafață plană, cu toate corecțiile de rigoare. Termenul de proiecție, aici, se referă la orice funcție definită pe suprafața Pământului (sau a altui corp ceresc) cu valori în plan, și nu neapărat la proiecția geometrică sau optică.

## Clasificarea proiecțiilor cartografice după caracterul deformațiilor
Transformarea suprafeței Pământului într-una plată este inerent imperfectă și cauzează distorsionarea formelor, lungimilor, ariilor, distanțelor sau direcțiilor, depinzând de tipul de proiecție. În funcție de tipul de distorsionare, proiecțiile hărților pot fi grupate în patru categorii:
1. Proiecții conforme - sunt proiecțiile care păstrează nedeformate unghiurile.
2. Proiecții echivalente - sunt cele care păstrează nedeformate suprafețele.
3. Proiecții echidistante - care nu deformează distanțele.
4. Proiecții azimutale - harta menține direcții precise.

## Exemple

### Proiecția Mercator

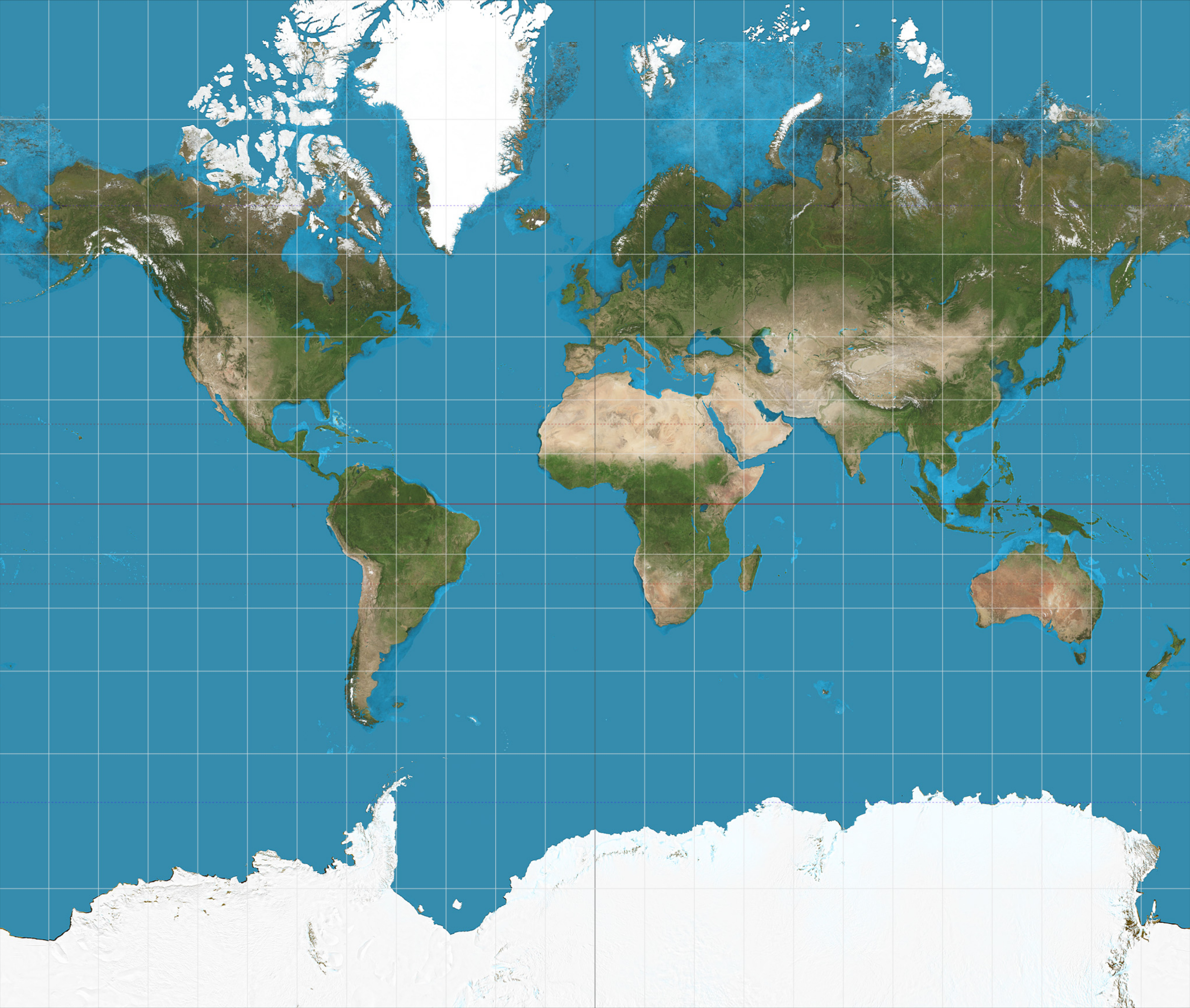
Harta Pământului în proiecţie Mercator

Una din proiecțiile cele mai importante este Proiecția Mercator, inventată de gravorul olandez Gerardus Mercator în anul 1554. După aproape un secol, în 1645, Wright și Henry Bond au stabilit formula exactă a latitudinii crescânde.
Această proiecție conformă redă fidel unghiurile, fiind prin aceasta de importanță majoră pentru navigația pe Pământ.
În proiecția cartografică Mercator, ochiul observatorului se află în centrul Pământului, iar suprafața acestuia se proiectează pe un cilindru tangent la ecuator. Meridianele apar ca linii paralele și echidistante, perpendiculare pe ecuator, iar paralelele de latitudine sunt astfel distanțate încât scara latitudinii să fie mărită în aceeași proporție cu scara longitudinii. În această proiecție loxodroma (curbă pe suprafața Pământului care taie toate meridianele sub același unghi) apare ca o linie dreaptă, iar unghiurile de intersecție ale acesteia cu meridianele au aceeași valoare cu cele de pe glob (proiecție conformă). Distanța dintre două puncte se măsoară cu ajutorul scării latitudinii, marcată pe cadrul vertical al hărții (lungimea unui minut de latitudine, luat pe scară la latitudinea medie a celor două puncte, reprezintă o milă marină).
Proiecția Mercator le este foarte utilă navigatorilor, pentru că redă fidel unghiurile, dar dezavantajul ei este că distorsionează formele și dimensiunile întinderilor de uscat foarte mari, iar distorsionarea devine mai accentuată spre poli. Astfel, în proiecția Mercator, Africa pare a fi la fel de mare ca Groenlanda, deși suprafața sa este, de fapt, de 14 ori mai mare decât a Groenlandei.